# Dora Pavel

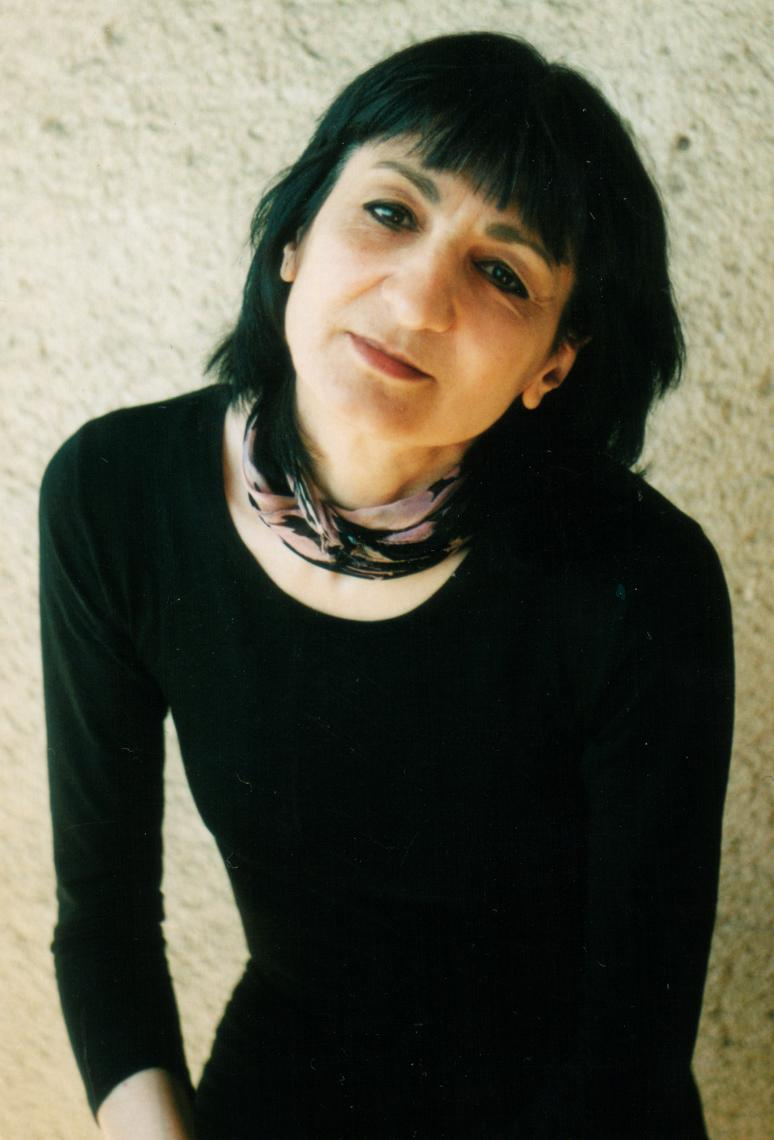
Dora Pavel

Dora Pavel  (* 29. Juni 1946 in Deva) ist eine rumänische Schriftstellerin.

## Leben
Sie studierte Rumänische Philologie an der Babeș-Bolyai-Universität Cluj. Dora Pavel lebt in Cluj-Napoca, wo sie als Journalistin und Redakteurin für einen lokalen Radiosender arbeitet. Zurzeit schreibt sie an ihrem vierten Roman. Im Jahr 1984 debütierte sie mit dem Gedichtband Ante Scriptum gefolgt von mehreren Gedichtbänden. Fünfzehn Jahre später erschien ihr erster Prosaband Întoarce-te Esthera („Esther, komm zurück“) Der literarische Durchbruch gelang ihr mit dem Roman Agata murind („Agata stirbt“), der 2003 im Verlag Dacia erschienen ist. Der Roman bekam den Preis des Schriftstellerverbandes, die wichtigste literarische Auszeichnung Rumäniens, wurde positiv rezipiert und erfuhr bislang zwei Auflagen (Verlag Dacia, 2003; Verlag Polirom, 2004). Im Jahr 2006 erschien im Verlag Polirom ihr dritter Roman, unter dem Titel Captivul („Der Gefangene“).

## Werke

### Gedichte
- Narațiuni întâmplătoare, Cluj-Napoca, Verlag Dacia, 1989.
- Poemul deshumat, Cluj-Napoca, Verlag Dacia, 1994.
- Creier intermediar, Oradea, Verlag Cogito, 1997.
- Muncile lui Don Quijote, Pitești, Verlag Paralela 45, 2000.

### Prosa
- Întoarce-te Esthera, Cluj-Napoca, Verlag „Biblioteca Apostrof“, 1999
- Agata murind, Cluj-Napoca, Verlag Dacia, 2003; Iași, Verlag Polirom, 2004; 2014
- Captivul, Iași, Verlag Polirom, 2006; 2017
- Pudră, Iași, Verlag Polirom, 2010
- Animal în alertă, Cluj-Napoca, Verlag Dacia XXI, 2010
- Do Not Cross, Iași, Verlag Polirom, 2013
- Agata muriendo, übersetzt von Marian Ochoa de Eribe, Madrid, Verlag Crealite, 2013
- No pasar (Do Not Cross), übersetzt von Doina Făgădaru, Madrid, Dos Bigotes, 2018
- Bastian, Iași, Verlag Polirom, 2020
- Crush, Iași, Verlag Polirom, 2022

### Interview
- Armele seducției, Cluj-Napoca, Casa Cărții de Știință, 2007.
- Rege și ocnaș (Din culisele scrisului), Cluj-Napoca, Casa Cărții de Știință, 2008.
- Gheorghe Grigurcu, O provocare adresată destinului. Convorbiri cu Dora Pavel, Satu Mare, Verlag Pleiade, 2009.

### Gedichtsammlung
- Young Poets of New Romania, London & Boston, Forest Books, 1991.
- Transylvanian voices, an Anthology of Contemporary Poets of Cluj, Jassy, The Center for Romanian Studies, 1997.
- Vid Tystnadens Bord, Stockholm, Symposion, 1998.
- Poètes roumains contemporains, Ottawa, Ecrits des Forges, 2000.
- Il romanzo rumeno contemporaneo (1989-2010). Teorie e proposte di lettura, a cura di Nicoleta Nesu, edizione italiana di Angela Tarantino, premessa di Luisa Valmarin, Bagatto Libri, Roma, 2010.
- Fiction 16 – Contemporary Romanian Prose 2010, Iași, Verlag Polirom, 2010.